# Jerry York
Jerome Bailey York (Memphis (Tennessee), 22 de junho de 1938 — Pontiac (Michigan), 18 de março de 2010) foi um empresário estadunidense.
Foi diretor financeiro (CFO) da IBM e Chrysler, e diretor executivo (CEO) da Micro Warehouse.